# Нет проблем
«Нет проблем» — песня российского музыкального продюсера, видеоблогера Slava Marlow и украинского кид-блогера Максима Лебедева, более известного как MK. Она была выпущена 29 декабря 2020 года в качестве сингла на лейбле Zhara Music. В композиции Слава и Максим поют о том, что проблем не может быть, если у них на счету есть много денег.

## История
Помните парня из конкурса на 100.000? Он и без моей помощи разорвал весь тикток! Теперь время второй волны! Выставляйте свои тиктоки под этот звук с хэштегом нетпроблем и поднимайте звук выше!Slava Marlow
В мае 2020 года Slava Marlow запустил конкурс среди молодых продюсеров и исполнителей. Призовой фонд конкурса составлял 100 000 рублей. Для участия в розыгрыше нужно было дополнить незаконченную композицию Slava Marlow, для которой он записал припев и бит. Трек, который МК отправил Славе, принёс Максиму победу и позднее распространился в социальных сетях, но основную популярность песня обрела в сервисе для создания и просмотра коротких видео TikTok. По данным сайта Srsly, в конце декабря на звук «Конечно, нет проблем, когда продакшен Slava Marlow» уже было записано 300 000 клипов.
Релиз лирического видеоклипа на трек состоялся 29 декабря 2020 года на официальном YouTube-канале Slava Marlow, в день выхода сингла.

## Чарты
| Чарт (2020)               | Высшая позиция |
| ------------------------- | -------------- |
| Россия (iTunes)           | 16             |
| Латвия (Spotify)          | 48             |
| Эстония (Apple Music)     | 4              |
| Латвия (Apple Music)      | 4              |
| Россия (Apple Music)      | 6              |
| Украина (Apple Music)     | 9              |
| Молдова (Apple Music)     | 25             |
| Литва (Apple Music)       | 28             |
| Казахстан (Apple Music)   | 77             |
| Азербайджан (Apple Music) | 88             |
| Узбекистан (Apple Music)  | 114            |
| Беларусь (Apple Music)    | 162            |
| Польша (Apple Music)      | 171            |
| Кипр (Apple Music)        | 194            |